# Phủ Nội Vụ (Hoàng thành Huế)

Ấn chương Nội vụ phủ quan phòng (內務府關防)

Nội Vụ phủ (chữ Hán: 內務府) hay phủ Nội vụ, là cơ quan coi giữ tài sản, vật dụng cho Hoàng đế và hoàng gia tại nội cung nằm vế phía Đông Bắc của Hoàng thành Huế. Đây là cơ quan coi giữ kho tàng, của công và các hạng vàng ngọc châu báu, tơ lụa trong cung, đồng thời lo việc thu phát cất trữ các vật cống tiến. Vì vậy, trong Nội vụ phủ có nhiều Ty và cục thợ thủ công. Ngoài ra, Nội vụ phủ còn giữ trách nhiệm quản lý và sản xuất các vật dụng cho Hoàng đế và nội cung dùng, còn việc phân phối đều là cơ cấu Nữ quan, gọi là Lục thượng.

## Đặc điểm
Nội vụ phủ thời Nguyễn bao gồm các thuộc viên và kho hàng như sau:
- Điều hành phủ là 1 Thị lang, 2 Lang trung với các lại viên Chủ sự, Tư vụ, Bát cửu phẩm Thư lại, và Vị nhập lưu thư lại
- Chuyên quản 2 kho vàng ngọc là 1 Viên ngoại lang:
  - Kho vàng bạc gồm 1 Chủ sự, 2 Bát cửu phẩm thư lại, 3 Vị nhập lưu thư lại
  - Kho châu ngọc gồm 1 Tư vụ, 1 Cửu phẩm thư lại, 3 Vị nhập lưu thư lại
- Chuyên quản 2 kho Cẩm ngoan (gấm vóc và đồ quý) là 1 Viên ngoại lang:
  - Kho gấm vóc (tức kho cẩm) gồm 1 Chủ sự, 2 Bát cửu phẩm thư lại, 5 Vị nhập lưu thư lại
  - Kho trân ngoan (tức kho đồ quý) gồm 1 Tư vụ, 2 Bát cửu phẩm thư lại, 3 Vị nhập lưu thư lại
- Chuyên quản 2 kho the lụa vật hạng là 1 Viên ngoại lang:
  - Kho the lụa gồm 1 Chủ sự, 2 Bát cửu phẩm thư lại, 3 Vị nhập lưu thư lại
  - Kho vật hạng gồm 1 Tư vụ, 2 Bát Cửu phẩm thư lại, 5 Vị nhập lưu thư lại
- Chuyên quản 2 kho văn nhạc là 1 Viên ngoại lang:
  - Kho vóc hoa (chiếu đệm mây hoa) gồm 1 Chủ sự, 2 Bát cửu phẩm thư lại, 6 Vị nhập lưu thư lại
  - Kho nhạc khí gồm 1 Tư vụ, 1 Cửu phẩm thư lại, 3 Vị nhập lưu thư lại
- Chuyên quản 2 kho tơ lụa là 1 Viên ngoại lang:
  - Kho hàng màu hoa gồm 1 Chủ sự, 2 Bát cửu phẩm thư lại, 5 Vị nhập lưu thư lại
  - Kho dược phẩm gồm 1 Tư vụ, 1 Bát phẩm thư lại, 4 Vị nhập lưu thư lại

Nội vụ phủ có Tiết thận ty quản lý các cục thợ như may, thêu, nhuộm, dệt, v.v.

## Lịch sử
Tiền thân của Nội vụ phủ vào thời Gia Long là cơ quan có tên Nội đồ gia (內塗家) nằm bên trong Tử Cấm Thành.
Năm Minh Mạng nguyên niên (1820), vua Thánh Tổ đổi tên Nội đồ gia thành Nội vụ phủ.
Năm 1837, vua Minh Mạng cho dời phủ Nội Vụ ở vị trí hiện tại. Đây là nơi quản lý, chế tác và lưu giữ các loại vàng bạc, châu báu phục vụ cho triều đình nhà Nguyễn. Đây là một cơ sở hậu cần trực tiếp của nhà vua, đồng thời là một dạng ngân khố của nhà nước quân chủ cuối cùng ở Việt Nam.
Đến năm 1906, công trình được xây dựng lại theo kiến trúc Pháp, ngày nay chỉ còn lại tòa nhà chính hai tầng sót lại sau chiến tranh, vị trí gần cửa Hiển Nhơn thuộc khuôn viên Tử Cấm Thành.
Từ năm 1936 đến 1996, khu vực này liên tục thay đổi công năng từ trụ sở của tuần binh bảo vệ hoàng thành, trụ sở trường Cao đẳng Nghệ thuật Huế rồi trở thành Đại học Nghệ thuật Huế.

## Hiện trạng
Trong hơn 100 năm tồn tại, tòa nhà được sử dụng với nhiều mục đích khác nhau. Hiện tại, nơi này dùng để cất giữ các đồ dùng trang trí sau các buổi biểu diễn nghệ thuật trong kinh thành, đồng thời là trụ sở điều hành của một doanh nghiệp khai thác dịch vụ xe điện. Hiện tại, Phủ Nội Vụ có dấu hiệu xuống cấp nặng, lộ ra những khung sắt trên trần nhà. Nằm bên cạnh tòa nhà chính là những dãy nhà cấp bốn được xây dựng về sau này, hiện có tên gọi Không gian trình diễn nghề truyền thống Huế. Ở đây chủ yếu trưng bày và bán các đồ lưu niệm như nón lá, đèn lồng, áo dài, hoa giấy... bên cạnh đồ ăn uống cho khách du lịch sau hành trình tham quan khuôn viên rộng lớn của Đại Nội.